# Appellationsgericht Magdeburg
Das Appellationsgericht Magdeburg war zwischen 1849 und 1879 ein preußisches Appellationsgericht mit Sitz in Magdeburg.

## Geschichte
Die "Verordnung über die Aufhebung der Privatgerichtsbarkeit und des eximierten Gerichtsstandes sowie über die anderweitige Organisation der Gerichte" vom 2. Januar 1849 hob dann auch die Patrimonialgerichtsbarkeit auf. Gleichzeitig wurde das Appellationsgericht Magdeburg geschaffen. Es hatte seinen Sitz im Haus Domplatz 6. Dem Appellationsgericht Magdeburg waren die Kreisgerichte nachgelagert, die grundsätzlich je Landkreis eingerichtet wurden. Dem Appellationsgericht Magdeburg war das Preußische Obertribunal zu Berlin übergeordnet.
Mit den Reichsjustizgesetzen wurden die Gerichte im Deutschen Reich vereinheitlicht. Das Appellationsgericht Magdeburg wurde 1879 aufgehoben. Neu eingerichtet wurde nun das Landgericht Magdeburg im Bezirk des Oberlandesgerichtes Naumburg.

## Sprengel
Der Sprengel des Appellationsgerichtes Magdeburg umfasste den Regierungsbezirk Magdeburg ohne die Kreise Aschersleben, Halberstadt, Oschersleben und der Grafschaft Wernigerode und ein Teil des Kreises Jerichow II. Es bestanden dort 10 Kreisgerichte in 2 Schwurgerichtsbezirken.
| Kreisgericht                          | Sitz                     | Schwurgerichtsbezirk | Gerichtskommissionen                                                     |
| ------------------------------------- | ------------------------ | -------------------- | ------------------------------------------------------------------------ |
| Stadt- und Kreisgericht Magdeburg     | Magdeburg                | Magdeburg            | Gerichtsdeputation in Wolmirstedt,                                       |
| Kreisgericht Burg                     | Burg                     | Magdeburg            | Gerichtskommissionen in Gommern, Loburg                                  |
| Kreisgericht Calbe a.d. Saale         | Calbe a.d. Saale         | Magdeburg            | Gerichtsdeputation in Groß-Salze, Gerichtskommissionen in Aken, Staßfurt |
| Kreisgericht Gardelegen               | Gardelegen               | Stendal              | Gerichtskommissionen in Calbe a.d. Milde, Clötze, Oebisfelde             |
| Kreisgericht Genthin                  | Genthin                  | Magdeburg            | Gerichtskommission in Ziesar                                             |
| Kreisgericht Neuhaldensleben          | Neuhaldensleben          | Magdeburg            | Gerichtskommissionen in Erxleben, Weferlingen                            |
| Kreisgericht Salzwedel                | Salzwedel                | Stendal              | Gerichtskommission in Beetzendorf                                        |
| Kreisgericht Seehausen in der Altmark | Seehausen in der Altmark | Stendal              | Gerichtskommissionen in Arendsee, Osterburg                              |
| Kreisgericht Stendal                  | Stendal                  | Stendal              | Gerichtskommission in Tangermünde                                        |
| Kreisgericht Wanzleben                | Wanzleben                | Magdeburg            | Gerichtskommissionen in Egeln, Hötensleben, Seehausen im Magdeburgischen |

## Richter
- August Ukert (1872–1879 Präsident)